# Генрих V (герцог Каринтии)
Генрих V (нем. Heinrich V; ум. 12 октября 1161) — герцог Каринтии с 1144 года из династии Спанхеймов. Сын Ульриха I, герцога Каринтии, и Юты Церинген, дочери маркграфа Бадена Германа II.

## Биография

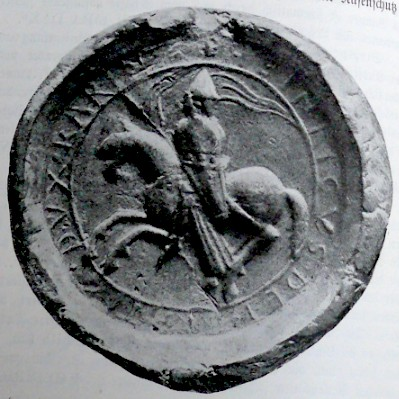
печать Генриха V

Генрих, старший сын, уже юношей стал наследником отца. Его герцогское могущество уменьшилось в 1147 году переходом каринтийских и нижне-штирийских владений (Нижнекарантанской марки) его двоюродного деда графа Бернхарда фон Триксен его единственному наследнику и племяннику Отакару III, маркграфу Штирии. К этому добавилось произошедшее в 1151 году без его возражения наделение его дяди Германа III, маркграфа Бадена, ленным владением маркграфством Верона, управляемым герцогами Каринтии со времён возвышения Каринтии до герцогства (в 976 году). Кроме того, по существу неизменным оставался объём недвижимого имущества герцога, с самого начала ограниченного светскими и духовными владениями. В 1158 году его прежний воспитатель епископ Роман I передал ему фогство епископата Гурка.
Как сторонник Гогенштауфенов, в войнах 1154/1155 и 1158—1160 годов в верхней Италии Генрих V был на стороне императора Фридриха I. По поручению Фридриха I в 1160/1161 году Генрих был с дипломатическим визитом у византийского императора Мануила I, состоящего в свойстве со Спонхаймами.
Возвращаясь домой, Генрих V утонул 12 октября 1161 года в месте впадения реки Тальяменто в Адриатическое море. Похоронен в монастыре Rosazzo во Фриули.
После смерти Генриха ему наследовал его брат Герман.

## Семья
Жена — Элизабет Траунгау, дочь Леопольда, маркграфа Штирии.
Брак был бездетным.